# 알렉산드레 푈킹
알렉산드레 푈킹(독일어: Alexandre Pölking, 1976년 3월 12일 ~ )은 브라질 출신 독일의 전 축구 선수이자 현 축구 지도자로 브라질과 독일의 이중 국적을 지니고 있으며 현재 베트남 V리그 1의 하노이 폴리스의 감독직을 맡고 있다.

## 선수 시절
1976년 3월 12일 브라질 히우그란지두술주 몬치네그루에서 태어나 2001년 피슈테 빌레펠트(2001-2003)에서 데뷔한 후 2007년 은퇴할 때까지 아르미니아 빌레펠트(2003-2004), 다름슈타트 98(2004-2005), 올림피아코스 니코시아(2005-2006, 2007), 아포엘 FC(2006) 등 독일과 키프로스에서 선수로 활동하며 피슈테 빌레펠트의 2001년 베스트팔렌리가 우승을 경험했다.

## 지도자 경력

### 초기 경력
선수 은퇴 후 이듬해인 2008년 UAE 프로리그의 알아인 FC의 수석 코치로 본격적인 지도자 커리어를 시작한 뒤 2010년 아제르바이잔 프리미어리그의 FK 바쿠의 수석 코치로 근무했다.
그 후 2011년 남아프리카 프리미어 디비전의 라몬트빌 골든 애로우즈의 수석 코치를 지낸 뒤 2012년부터 2013년까지 태국 A대표팀의 수석 코치로 지내며 2012년 아세안 챔피언십 준우승을 이끌어냈으며 2012년 6월 23일부터 7월 3일까지 태국 U-23 대표팀 감독을 잠시 맡기도 했다.
그리고 2012년 10월 태국 리그 1의 아미 유나이티드의 감독을 맡아 전 시즌 10위에 그쳤던 팀을 리그 6위까지 끌어올렸고 이듬해인 2014년 1월 수판부리 FC의 감독으로 지내다가 4개월만에 물러났다.
그 후 같은 해 6월 방콕 유나이티드의 감독으로 전격 부임한 후 2020년 10월까지 6년 4개월간 리그 2회 준우승(2016, 2018), 2017년 태국 FA컵 준우승, 2019년 태국 FA컵 4강, 2017년 리그 3위, 2번의 AFC 챔피언스리그 예선 2라운드 진출(2017, 2019)의 성과를 이끌어냄은 물론 3번의 리그 이달의 감독상(2016년 4월, 2018년 4월, 2019년 6월)까지 석권하는 기염을 토했다.
이후 2020년 11월 베트남 V리그 1의 호찌민 시티의 감독으로 취임했지만 베트남에서 발생한 코로나19 범유행의 여파로 2021 리그가 5월 2일 취소되었고 결국 리그 취소 3개월만에 호찌민 시티 감독직에서 물러났다.

### 태국 대표팀
호찌민 시티 감독에서 물러난지 1개월만인 2021년 9월 28일 2022년 FIFA 월드컵 아시아 지역 2차 예선 종료 후 사임한 니시노 아키라 전 감독의 후임으로 태국 A대표팀의 감독으로 전격 부임하며 9년만에 태국 대표팀으로 복귀한 뒤 2021년 12월 개막한 2020년 아세안 챔피언십을 통해 태국 A대표팀 감독 데뷔전을 치렀다.
그리고 이 대회 조별리그 A조에서 4전 전승으로 가볍게 4강에 오른 후 4강과 결승에서 라이벌 베트남과 신태용 감독의 인도네시아를 상대로 2승 2무의 성적으로 태국의 통산 6번째 아세안 챔피언십 우승을 이끌어내며 태국 A대표팀 감독 데뷔 무대를 성공적으로 마무리했으나 코로나19 범유행으로 1년 연기된 2021년 동남아시아 경기 대회에서는 태국 U-23 대표팀의 임시 감독으로 출전했음에도 결승전에서 라이벌 베트남에 패하며 사상 첫 은메달 획득에 만족해야만 했다.
그래도 2023년 AFC 아시안컵 3차 예선에서는 몰디브와 스리랑카를 연달아 꺾으며 우즈베키스탄에 이어 C조 2위로 2회 연속이자 통산 8번째 아시안컵 본선행을 이끌었고 2022년 아세안 챔피언십에서는 태국의 대회 2연패이자 통산 7번째 우승을 이끌었다.
그러나 중국과의 2026년 FIFA 월드컵 아시아 지역 2차 예선 C조 1차전 홈 경기에서 1-2 충격패를 당했고 물론 같은 동남아시아팀인 싱가포르와의 2차전에서는 3-1 승리를 이끌기는 했지만 중국전 패배의 여파로 인해 최종 예선 진출이 어려워졌다고 판단한 태국 대표팀의 단장인 룬 판 여사로부터 경질 통보를 받으면서 결국 2년만에 태국 대표팀 사령탑 자리에서 물러났으며 후임으로는 가시마 앤틀러스의 전성기를 이끈 이시이 마사타다 감독이 선임되었다.

### 하노이 폴리스
태국 대표팀 감독직에서 물러난 뒤 2024년 5월 23일 하노이 폴리스 전임 감독인 끼앗띠삭 세나므앙의 후임 사령탑으로 부임하며 3년만에 베트남 리그로 복귀했다.

## 수상

### 클럽 (선수)
피슈테 빌레펠트
- 베스트팔렌리가 : 우승 (2001)

### 클럽 (지도자)
방콕 유나이티드
- 태국 리그 1 : 준우승 (2016, 2018), 3위 (2017)
- 태국 FA컵 : 준우승 (2017), 4강 (2019)

### 국가대표팀 (지도자)
태국 (수석 코치·감독)
- 아세안 챔피언십 : 우승 (2020, 2022), 준우승 (2012)

 태국 U-23 (임시 감독)
- 동남아시아 경기 대회 : 은메달 (2021)

### 개인
- 태국 리그 1 이달의 감독상 : 2016년 4월, 2018년 4월, 2019년 6월